# ふたりはドM委員長!
『ふたりはドM委員長!』（ふたりはドエムいいんちょう）は、日本のアダルトゲームブランド・スワンマニアが2010年9月24日に発売した18禁アドベンチャーゲーム。

## 概要
有限会社アセンドアイの低価格ブランドの一つ・スワンマニアの第22作。2人のヒロインが共に重度のマゾヒズムを有していることを偶然に知った主人公が、ヒロインの望みに応えるべく様々なSMプレイに傾倒して行くと言う内容。また、本作でもスワン系ブランドにおいて定番となっている、ヒロインが主人公の子供を妊娠する「ボテもえ」シチュエーションがイベントに含まれている。

### ゲームシステム
「Mチェンシステム」と呼ばれるゲームシステムが採用されている。同ブランドの『性処理くらぶ』シリーズと似たゲームシステムで、主人公が2人のヒロインにそれぞれSMプレイを指示し、どのプレイを選択したかによって「いじめられ系」か「露出系」のどちらかにヒロインの嗜好が変化して行く。

## ストーリー
クラス委員長・三峰梨乃と風紀委員長・安浦水樹の2人は転校して来たばかりの中里誠司の世話を任される。数日後、誠司は些細なことで水樹と口論になり、仲裁に入った梨乃にも感情的な言葉を浴びせてしまう。水樹の反撃を覚悟していた誠司であったが、意外なことに2人は恍惚の表情を浮かべて口を揃え、誠司に「もっと……罵ってください」と懇願し始める。
2人の意外なリアクションに最初は当惑した誠司であったが、2人が天性のマゾヒストであり互いに秘密を共有していた事情を知り、2人の委員長が密かに望んでいた様々なSMプレイを試すことになってしまう。

## 登場人物
中里 誠司（なかざとせいじ）
主人公。両親の都合で転校し、担任の指示で自分の世話を任された2人の委員長が揃って天性のマゾヒストであることを偶然に知り、2人がやりたくても出来なかったSMプレイに協力することになってしまう。
三峰 梨乃（みつみね りの）
クラス委員長の眼鏡っ娘。スリーサイズはB 89 / W 56 / H 82。清楚な第一印象とは裏腹に重度のマゾヒストであり、他人から罵倒されたり痛い目に遭わされたりすることに快感を覚えている。常に「誰かから必要とされたい」と言う感情が強い。
安浦 水樹（やすうら みずき）
風紀委員長。スリーサイズはB 83 / W 53 / H 83。自分にも他人にも厳しく、必要以上に攻撃的な態度を取る。その反面、本人の性的嗜好は梨乃と同様に重度のマゾヒストであり、そのことは2人だけで共有する秘密となっていた。

## スタッフ
- 原画 涼平りょうへい
- シナリオ 南条巴
- 音楽 arp